# Mørkelvere (Warhammer)
Mørkelvere (Dark Elves) er en race i Warhammer-universet, der både besidder fart, styrke og beherskelsen af mørk magi. De lever i den Nye Verden i landet kendt som Naggaroth.
Mørkeelverne eller Druchii, som de kalder sig selv, blev forvist fra den magiske ø Ulthuan for 5000 år siden af deres højelverbrødre. Malekith, søn af den første "Phønix-konge" er nu konge over denne race, imens hans moder Morathi er den eneste kvindelige monark, selvom de højt ærede "Hag Queens" også er høje medlemmer af hierarkiet.
Druchiierne tilbeder nu moderens gud Khaine med den blodige hånd, og levende ofringer sker døgnet rundt i de seks Druchii-byer: 
- Karond Kar, modløshedens tårn, dyremestrenes by
- Har Ganethe, bødlernes by
- Clar Karond, dommedagstårnets by til de frygtede 'Cold One'-ryttere,
- Hag Graef, den Sorte Spids, by til sørøverne
- Ghrond Nordtårnet Khaela Mensha Khaines, kultens by
- Naggarond kuldens Tårn by til Malekith (Haksekongen af Naggaroth).

 Der er for få eller ingen kildehenvisninger i denne artikel, hvilket er et problem. Du kan hjælpe ved at angive troværdige kilder til de påstande, som fremføres i artiklen.